# Франк Сонго'о
Франк Сонго'о (фр. Franck Songo'o, нар. 14 травня 1987, Яунде) — французький і камерунський футболіст, що грав на позиціях флангового півзахисника, нападника, зокрема за національну збірну Камеруну.
Його батько Жак та брат Янн також професійні футболісти.

## Клубна кар'єра
Народився 14 травня 1987 року в камерунському Яунде в родині футболіста Жака Сонго'о. Займався футболом у Франції, де його батько виступав протягом 1989–1996 років, згодом продовжив в академії іспанського клубу «Депортіво» (Ла-Корунья), за головну команду якого грав батько. 2002 року був помічений скаутами «Барселони» і перебрався до юнацької системи каталонського клубу.
У дорослому футболі дебютував 2004 року виступами за команду «Барселона C», а вже наступного року за 250 тисяч фунтів перейшов до англійського «Портсмута». В сезоні 2005/06 юнак провів дві гри у Прем'єр-лізі, після чого для здобуття ігрової практики був відправлений в оренду до третьолігового «Борнмута», а згодом на аналогічних умовах грав за друголігові англійські «Престон Норт-Енд», «Крістал Пелес» та «Шеффілд Венсдей». У жодній із цих команд не зумів пробитися до основного складу і, провівши на початку 2008 року свою третю і останню гру за «Портсмут» у Прем'єр-лізі, влітку того ж року залишив Англію.
Продовжив кар'єру в Іспанії, де по ходу сезону 2008/09 був серед основних гравців друголігової команди «Реал Сарагоса», допомігши їй здобути підвищення в класі до Ла-Ліги. Утім на рівні найвищого дивізіону тренерський штаб команди на камерунця вже не розраховував, і по ходу наступного сезону його було віддано в оренду до друголігового «Реал Сосьєдад».
Сезон 2010/11 Франк Сонго'о також провів в іспанській Сегунді, граючи за «Альбасете», а 2012 року захищав кольори «Портланд Тімберс» в північноамериканській MLS.
Завершував ігрову кар'єру у 2013–2014 роках у Греції, де спочатку грав за нижчолігову «Гліфаду», а згодом провів 4 гри у найвищому дивізіоні за «ПАС Яніна».

## Виступи за збірні
Маючи французьке громадянство грав за юнацькі збірні Франції, а 2008 року прийняв пропозицію захищати кольори своєї батьківщини. Того ж року у складі олімпійської збірної був учасником Олімпійського футбольного турніру, а також дебютував у складі національної збірної Камеруну.
За головну збірну провів лише три гри.

## Особисте життя
Сім'я Сонго'о виховала багатьох футболістів. Франк є сином колишнього голкіпера збірної Камеруну Жака Сонго'о, який виступав за іспанський «Депортіво Ла-Корунья» наприкінці 1990-х і на початку 2000-х років. Його брат, Ян Сонго'о, раніше був записаним у Блекберн Роверз. Ближче до кінця кар'єри гравця було повідомлено, що Франк Сонго'о почав займатися кількома підприємствами в Ла-Корунья, якими володів його батько

## Титули і досягнення
- Чемпіон Європи (U-17): 2004
- Переможець Кубка Меридіан: 2005